# Communauté de communes du Romorantinais et du Monestois
La Communauté de communes du Romorantinais et du Monestois est une communauté de communes française, située dans le département de Loir-et-Cher.

## Historique
En 2009, la Communauté de communes de Saint-Julien-sur-Cher, La Chapelle-Montmartin, Saint-Loup-sur-Cher et la Communauté de communes du Romorantinais fusionnent pour donner la Communauté de communes du Romorantinais et du Monestois.
Elle regroupe 15 communes depuis le 1er janvier 2014.

## Géographie

### Géographie physique
Située au sud du département de Loir-et-Cher, la communauté de communes du Romorantinais et du Monestois regroupe 16 communes et présente une superficie de 484 km2.

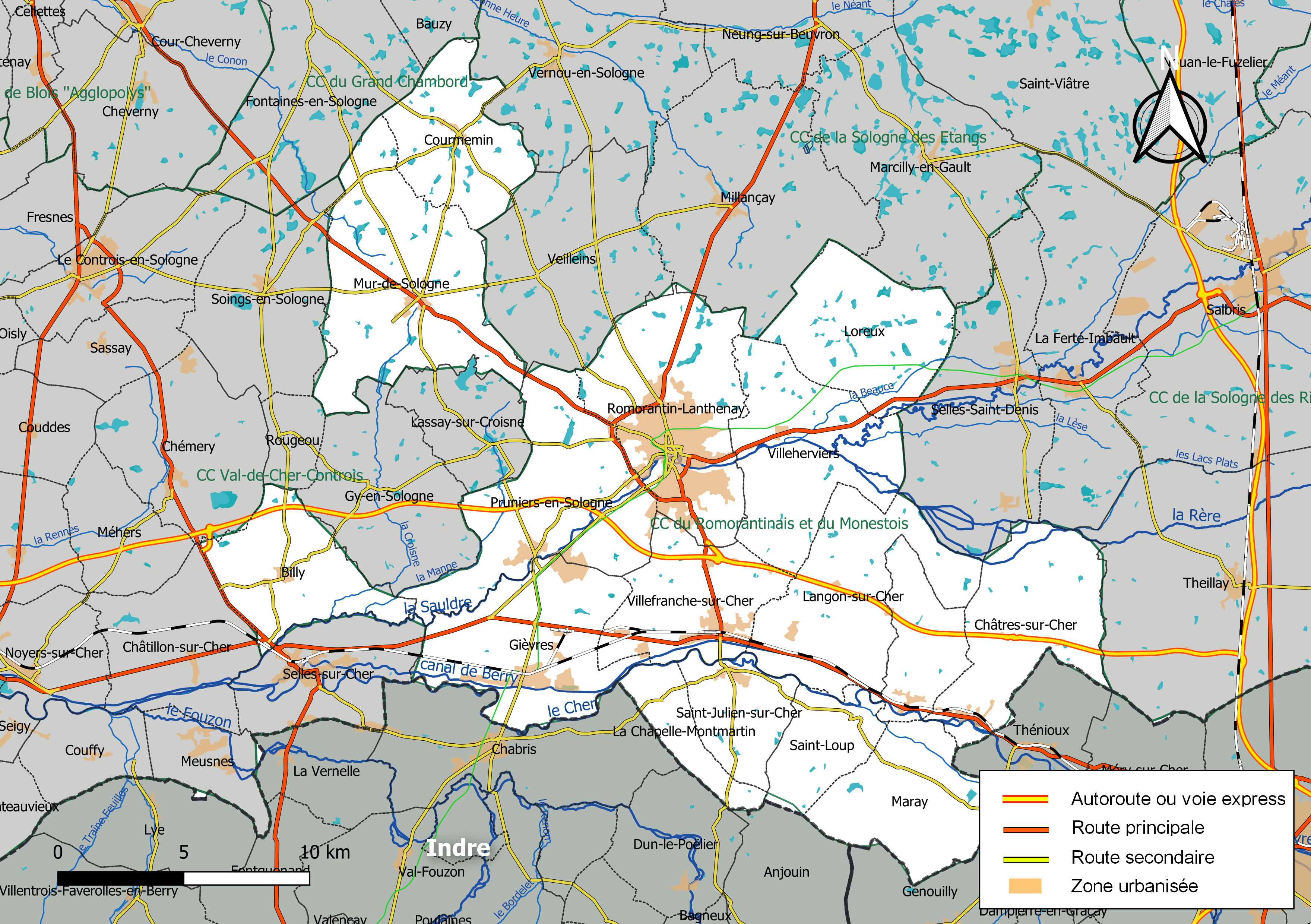
Carte de la communauté de communes du Romorantinais et du Monestois au 1er janvier 2019.

### Composition

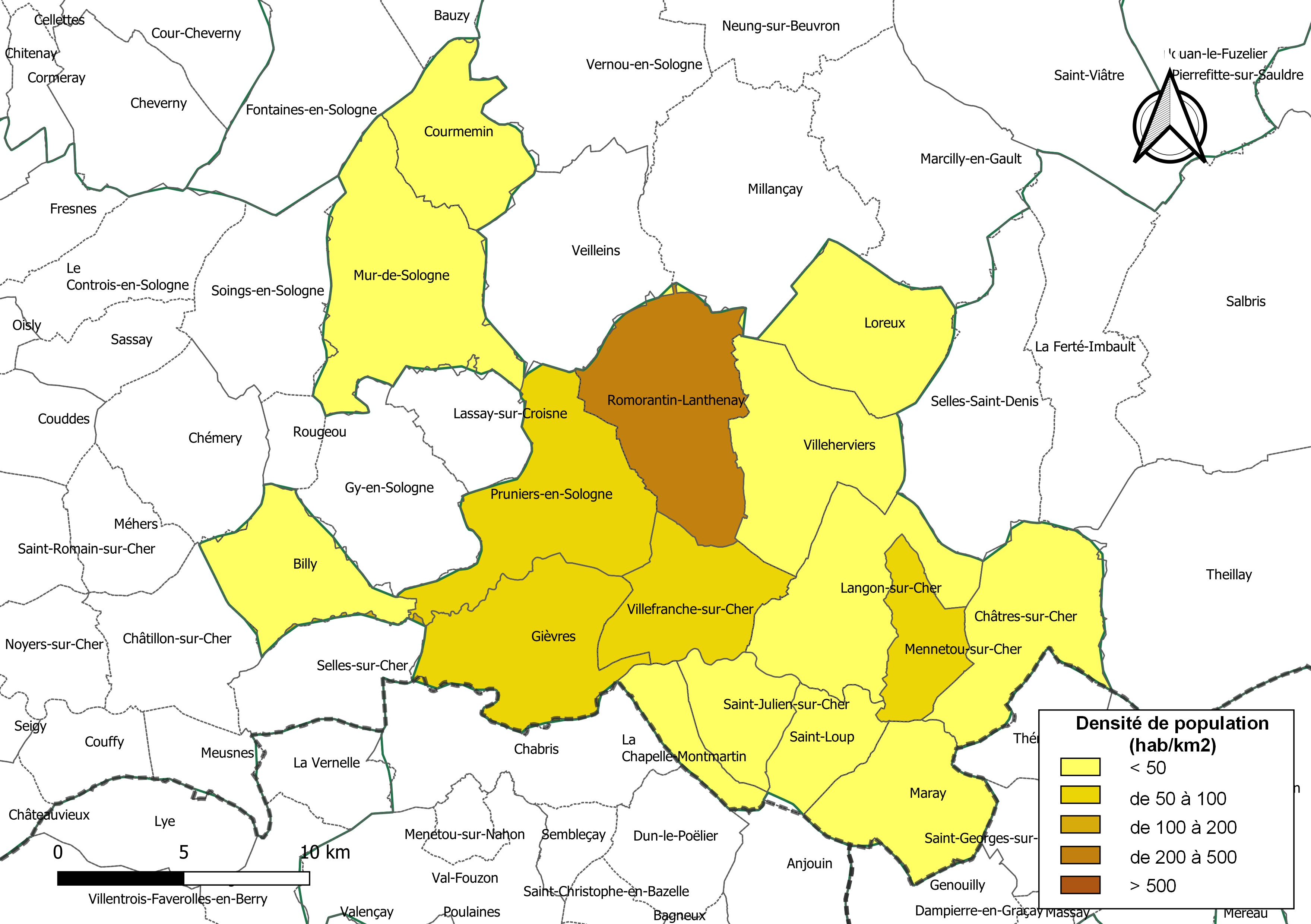
Carte des densités de population (millésimée 2016) des communes de la communauté de communes du Romorantinais et du Monestois. Composition en communes au 1er janvier 2019.

La communauté de communes est composée des 16 communes suivantes :

| Nom                          | Code Insee | Gentilé       | Superficie (km2) | Population (dernière pop. légale) | Densité (hab./km2) |
| ---------------------------- | ---------- | ------------- | ---------------- | --------------------------------- | ------------------ |
| Romorantin-Lanthenay (siège) | 41194      | Romorantinais | 45,31            | 18 377 (2022)                     | 406                |
| Billy                        | 41016      | Billois       | 26,47            | 1 102 (2022)                      | 42                 |
| La Chapelle-Montmartin       | 41038      | Chapellois    | 10,72            | 409 (2022)                        | 38                 |
| Châtres-sur-Cher             | 41044      | Castrais      | 35,33            | 1 134 (2022)                      | 32                 |
| Courmemin                    | 41068      | Courmeminois  | 24,17            | 498 (2022)                        | 21                 |
| Gièvres                      | 41097      | Gièvrois      | 38,05            | 2 290 (2022)                      | 60                 |
| Langon-sur-Cher              | 41110      | Langonnais    | 38,82            | 826 (2022)                        | 21                 |
| Loreux                       | 41118      |               | 29,95            | 224 (2022)                        | 7,5                |
| Maray                        | 41122      |               | 27,8             | 226 (2022)                        | 8,1                |
| Mennetou-sur-Cher            | 41135      | Monestois     | 16,26            | 846 (2022)                        | 52                 |
| Mur-de-Sologne               | 41157      | Murois        | 50,5             | 1 518 (2022)                      | 30                 |
| Pruniers-en-Sologne          | 41185      | Prunellois    | 43,84            | 2 281 (2022)                      | 52                 |
| Saint-Julien-sur-Cher        | 41218      | Juliennois    | 15,99            | 756 (2022)                        | 47                 |
| Saint-Loup                   | 41222      | Saint-Lupéens | 14,7             | 365 (2022)                        | 25                 |
| Villefranche-sur-Cher        | 41280      | Francvillois  | 27,23            | 2 657 (2022)                      | 98                 |
| Villeherviers                | 41282      |               | 38,9             | 412 (2022)                        | 11                 |

## Démographie
La communauté de communes du Romorantinais et du Monestois comptait 27 430 habitants (population légale INSEE) au 1er janvier 2007. La densité de population est de 87,1 hab./km2.
Elle comptait 35 012 habitants (population légale INSEE) au 1er janvier 2021.

### Évolution démographique
| 1968   | 1975   | 1982   | 1990   | 1999   | 2007   | 2013   | 2021   | - |
| ------ | ------ | ------ | ------ | ------ | ------ | ------ | ------ | - |
| 20 749 | 23 751 | 25 797 | 26 911 | 27 773 | 27 430 | 32 337 | 35 102 | - |

## Politique communautaire

### Représentation

#### Présidents de la communauté de communes
| Période         | Période  | Identité        | Étiquette | Qualité |
| --------------- | -------- | --------------- | --------- | --- |
| 14 janvier 2009 | En cours | Jeanny Lorgeoux | PS → DVG  | Député de la 2e circonscription de Loir-et-Cher (1988 → 1993) Sénateur de Loir-et-Cher (2011 → 2017) Maire de Romorantin-Lanthenay (1985 →) |

#### Conseil communautaire
Le conseil communautaire se compose de 47 conseillers pour la mandature 2020-2026, répartis comme suit :
| Nombre de conseillers | Communes                                                   |
| --------------------- | ---------------------------------------------------------- |
| 21                    | Romorantin-Lanthenay                                       |
| 4                     | Villefranche-sur-Cher                                      |
| 3                     | Gièvres, Pruniers-en-Sologne                               |
| 2                     | Billy, Châtres-sur-Cher, Mennetou-sur-Cher, Mur-de-Sologne |
| 1                     | Les 8 communes restantes                                   |

### Identité visuelle
|  | Logo de la Communauté de Communes |

## Pour approfondir